# Neville Bulwer-Lytton
Pour les articles homonymes, voir Bulwer-Lytton.
Neville Stephen Bulwer-Lytton (Calcutta, 6 février 1879 - Paris 5e, 9 février 1951), 3e comte de Lytton, membre de l'ordre de l'Empire britannique, est un officier et un artiste britannique.

## Biographie
Il est le fils cadet de Robert Bulwer-Lytton, 1er comte de Lytton, et le petit-fils du célèbre romancier Edward Bulwer-Lytton et de Rosina Doyle Wheeler. Neville Lytton naît en Inde, alors que son père est vice-roi.
Il étudie à Eton et à l'école des Beaux-Arts de Paris. Durant la Première Guerre mondiale, Neville Lytton sert comme officier sur le front de l'Ouest et joue un rôle actif en particulier dans la Somme et à Amiens. D'après les témoignages contemporains, il est regardé comme « un gentleman de la vieille école » et sert « avec galanterie et distinction ». Pour ses services, le gouvernement français lui remet la distinction de chevalier de la Légion d'honneur.
Peu après la fin de la guerre, l’Imperial War Museum et le musée de la Guerre, en France, acquièrent des exemples de son art, dont plusieurs ont apparemment voyagé avec lui. Il est possible de voir une fresque de Lytton reflétant son expérience de la guerre exposée dans la salle de la Victoire du village de Balcombe (Sussex de l'Ouest).
Entre approximativement 1900 et 1940, Lytton expose ses œuvres dans les galeries les plus importantes comme l'Alpine Club Gallery, la Beaux Arts Gallery, les Dowdeswell Galleries, la Walker Art Gallery de Liverpool, le New English Art Club, la Royal Society of Portrait Painters et à la Royal Academy de Londres. Neville Lytton est également élu associé de la Société nationale des beaux-arts de Paris, où il expose ses œuvres. En 1908, il participe aux Jeux olympiques de Londres et remporte la médaille de bronze au jeu de paume.
Il se marie avec Judith Blunt, plus tard baronne Wentworth, en 1899 dont il divorce en 1923. De cette union sont nés trois enfants, Noel Anthony Scawen Lytton-Milbanke, 4e comte de Lytton et 17e baron Wentworth, Lady Anne et Lady Winifred, héritage de leur grand-mère maternelle Augusta Ada Byron. Il se remarie avec Alexandra Fortel, française avec laquelle il a une troisième fille, Lady Madeleine Elizabeth Lytton, née en 1921 à Neuilly-sur-Seine. Le comte et sa seconde famille résidèrent en France à Paris, Rue du Val-de-Grâce. 
Neville Lytton succède à son frère comme 3e comte de Lytton en 1947. Son fils lui succède à son tour à sa mort, en 1951.
Madeleine Lytton, chorégraphe et danseuse de l'école d'Isadora Duncan, vécut à Paris. Elle y enseigna la danse libre. Elle se fit faire un enfant par Leonel Cardoso, amiral portugais. Naquit Éléonore, Isabelle, Armelle Lytton (née en 1957), dite Éléonore Beaulieu, et connue en France comme chanteuse et interprète de comédies musicales. 
Madeleine Lytton mourut à Castres le 13 novembre 2015. Sa fille Éléonore a épousé Pierre-François Pistorio, artiste du spectacle, en 2012.
Un croquis de profil du comte est exposé à la National Portrait Gallery.